# Sowia Wola Folwarczna
Sowia Wola Folwarczna – wieś sołecka w Polsce położona w województwie mazowieckim, w powiecie nowodworskim, w gminie Czosnów.
W latach 1975–1998 miejscowość administracyjnie należała do województwa warszawskiego.